# Rochers de Prachov
Les rochers de Prachov (en tchèque : Prachovské skály) sont un ensemble de rochers situés en République tchèque à environ 5 kilomètres à l’ouest de Jičín.
Depuis 1933, ils constituent une réserve naturelle protégée. La région où se trouvent ces rochers s'appelle le paradis de Bohême, Český ráj en tchèque,.
Les rochers sont en grès, à l’origine sous forme de plateau. Depuis sa formation il y a plus de 60 millions d'années, le roc a été érodé par le vent et la pluie pour finalement donner les formes uniques de ce site. Plusieurs tours individuelles ont inspiré des noms en raison de leur apparence, tels que la tour penchée, la cuisine du diable, le moine, l'éléphant ou l'aigle.

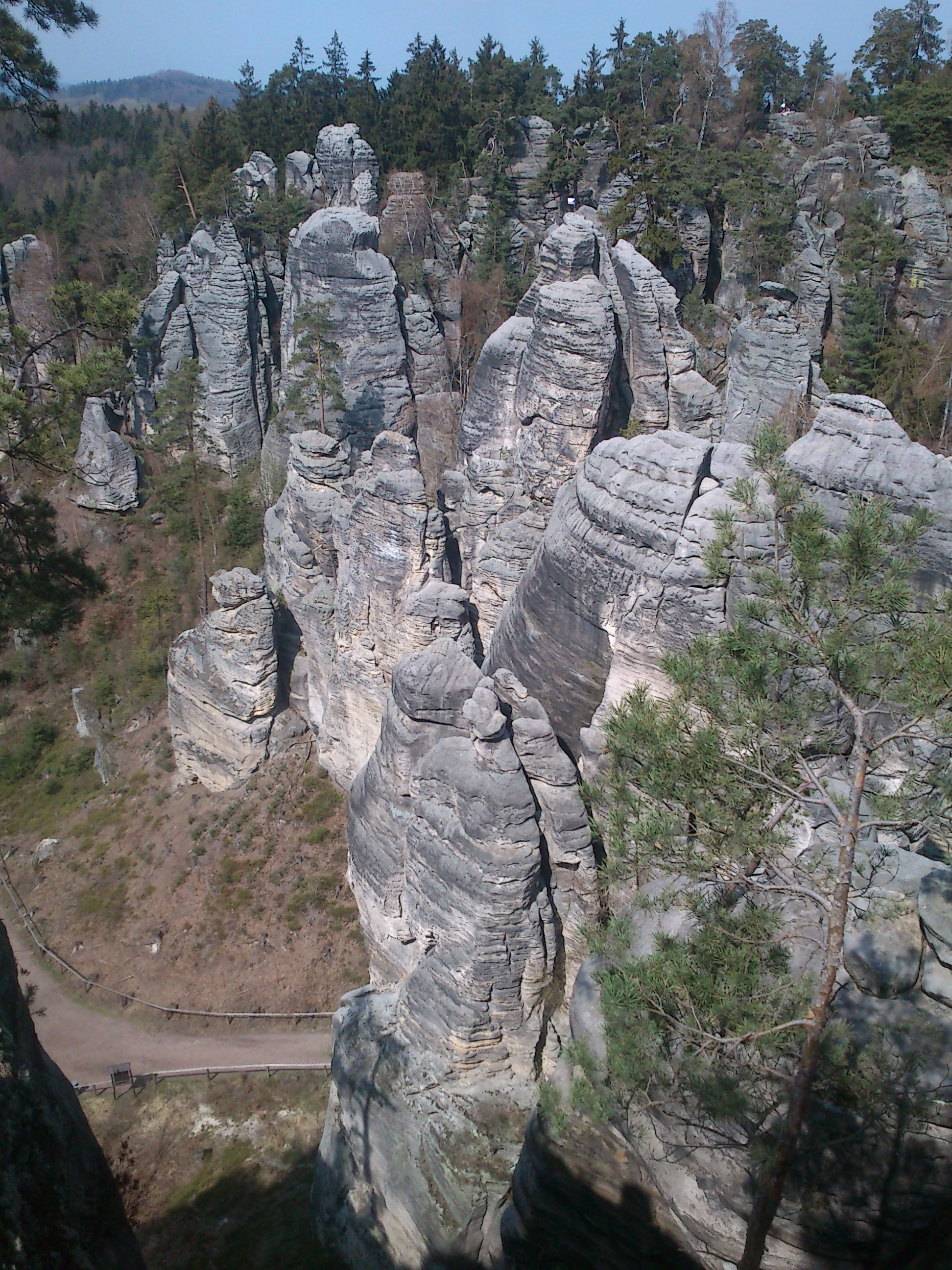
Panorama des rochers de Prachov.

Certaines scènes de grandes productions cinématographiques ont été tournées dans la région, notamment Carnival Row, Britannia, La Petite Sirène, Van Helsing, Les Brumes d’Avalon et  Hellboy ,,,.